# Formel-750-Saison 1975
Die Formel-750-Saison 1975 war die dritte in der Geschichte der Formel-750-Meisterschaft und wurde von der FIM als Preis der FIM veranstaltet.
Bei neun Veranstaltungen wurden 17 Rennen ausgetragen.

## Punkteverteilung
| Punktewertung | Punktewertung | Punktewertung | Punktewertung | Punktewertung | Punktewertung | Punktewertung | Punktewertung | Punktewertung | Punktewertung | Punktewertung |
| ------------- | ------------- | ------------- | ------------- | ------------- | ------------- | ------------- | ------------- | ------------- | ------------- | ------------- |
| Platz         | 1             | 2             | 3             | 4             | 5             | 6             | 7             | 8             | 9             | 10            |
| Punkte        | 15            | 12            | 10            | 8             | 6             | 5             | 4             | 3             | 2             | 1             |

In die Wertung kamen die fünf besten erzielten Resultate. Wurden bei einer Veranstaltung mehrere Läufe ausgetragen, so ergaben sich die Punkte aus der Addition der Zeiten beider Läufe.

## Rennergebnisse
|   | Datum      | Rennen               | Strecke      | Platz 1         | Platz 2           | Platz 3             |
| - | ---------- | -------------------- | ------------ | --------------- | ----------------- | ------------------- |
| 1 | 09.03.     | Daytona 200          | Daytona      | Gene Romero     | Steve Baker       | Johnny Cecotto      |
| 2 | 06.04.     | 200 Meilen von Imola | Imola        | Johnny Cecotto  | Steve Baker       | Patrick Pons        |
| 2 | 06.04.     | 200 Meilen von Imola | Imola        | Johnny Cecotto  | Teuvo Länsivuori  | Patrick Pons        |
| 3 | 15.06.     | Belgien              | Mettet       | Patrick Pons    | Barry Sheene      | Jack Findlay        |
| 3 | 15.06.     | Belgien              | Mettet       | Dave Potter     | John Newbold      | Patrick Pons        |
| 4 | 22.06..    | Frankreich           | Magny-Cours  | Barry Sheene    | Christian Estrosi | Christian Bourgeois |
| 4 | 22.06..    | Frankreich           | Magny-Cours  | Barry Sheene    | Christian Estrosi | Jack Findlay        |
| 5 | 19.07.     | Schweden             | Anderstorp   | Barry Sheene    | Teuvo Länsivuori  | Barry Ditchburn     |
| 5 | 19.07.     | Schweden             | Anderstorp   | Barry Ditchburn | Barry Sheene      | Víctor Palomo       |
| 6 | 02.–03.08. | Finnland             | Hämeenlinna  | Tapio Virtanen  | Teuvo Länsivuori  | Patrick Pons        |
| 6 | 02.–03.08. | Finnland             | Hämeenlinna  | Tapio Virtanen  | Víctor Palomo     | Teuvo Länsivuori    |
| 7 | 10.08.     | Großbritannien       | Silverstone  | Johnny Cecotto  | Patrick Pons      | Teuvo Länsivuori    |
| 7 | 10.08.     | Großbritannien       | Silverstone  | Barry Sheene    | Barry Ditchburn   | Teuvo Länsivuori    |
| 8 | 07.09.     | Niederlande          | Assen        | Yvon Duhamel    | John Boote        | Jack Findlay        |
| 8 | 07.09.     | Niederlande          | Assen        | Yvon Duhamel    | John Newbold      | Hurley Wilvert      |
| 9 | 28.09.     | Deutschland          | Hockheimring | Patrick Pons    | John Williams     | Jack Findlay        |
| 9 | 28.09.     | Deutschland          | Hockheimring | Patrick Pons    | John Williams     | John Newbold        |

## Fahrerwertung
| 1  | Jack Findlay        | Yamaha TZ 750   | 46 (51) |
| 2  | Barry Sheene        | Suzuki TR 750   | 45      |
| 3  | Patrick Pons        | Yamaha          | 42      |
| 4  | Christian Bourgeois | Yamaha          | 29      |
| 5  | John Newbold        | Suzuki          | 27      |
| 6  | Johnny Cecotto      | Yamaha          | 25      |
| 7  | Steve Baker         | Yamaha          | 22      |
|    | Barry Ditchburn     | Kawasaki KR 750 | 22      |
|    | Víctor Palomo       | SMAC-Yamaha     | 22      |
|    | Teuvo Länsivuori    | Suzuki          | 22      |
| 11 | Tapio Virtanen      | Yamaha          | 21      |
| 12 | Chas Mortimer       | Yamaha          | 21      |
| 13 | Dave Potter         | Yamaha          | 20      |
| 14 | John Williams       | Yamaha / Suzuki | 18      |
| 15 | Gene Romero         | Yamaha          | 15      |
|    | Yvon Duhamel        | Kawasaki        | 15      |
| 17 | Christian Estrosi   | Yamaha          | 12      |
| 18 | Olivier Chevallier  | Yamaha          | 11      |
| 19 | Boet van Dulmen     | Yamaha          | 11      |
| 20 | René Guili          | Yamaha          | 9       |
| 21 | Giacomo Agostini    | Yamaha          | 8       |
|    | Philippe Coulon     | Yamaha          | 8       |
|    | Hurley Wilvert      | Yamaha          | 8       |
| 24 | Warren Willing      | Yamaha          | 6       |
|    | Jean-Philippe Orban | Yamaha          | 6       |
| 26 | Steve McLaughlin    | Yamaha          | 5       |
|    | Hubert Rigal        | Yamaha          | 5       |
|    | Alex George         | Yamaha          | 5       |
| 29 | Gérard Choukroun    | Yamaha          | 5       |
| 30 | Marcel Ankoné       | Yamaha / Suzuki | 5       |

| 31 | Hiroyuki Kawasaki     | Yamaha   | 4 |
|    | Phil McDonald         | Yamaha   | 4 |
|    | Hans Stadelmann       | Yamaha   | 4 |
|    | Johnny Bengtsson      | Yamaha   | 4 |
|    | Ari Heikkila          | Yamaha   | 4 |
|    | Pat Mahoney           | Yamaha   | 4 |
|    | Wil Hartog            | Yamaha   | 4 |
|    | Cliff Carr            | Yamaha   | 4 |
| 38 | Ron Pierce            | Yamaha   | 4 |
| 39 | Mimmo Cazzaniga       | Kawasaki | 3 |
|    | Guido Mandracci       | Suzuki   | 3 |
|    | Ingemar Larsson       | Yamaha   | 3 |
|    | Jim Harvey            | Yamaha   | 3 |
|    | Ernst Wenger          | Yamaha   | 3 |
| 45 | Don Castro            | Yamaha   | 2 |
|    | Abbondio Sciaresa     | Yamaha   | 2 |
|    | W. Scoch              | Yamaha   | 2 |
|    | Thierry Tchernine     | Yamaha   | 2 |
|    | Carl Ingmar Eckre     | Yamaha   | 2 |
|    | Thierry van der Veken | Yamaha   | 2 |
|    | Paul Smart            | Suzuki   | 2 |
|    | Rob Bron              | Suzuki   | 2 |
| 53 | Harry Cone            | Yamaha   | 1 |
|    | Jean-Paul Boinet      | Yamaha   | 1 |
|    | John Dodds            | Yamaha   | 1 |
|    | Hervé Guilleux        | Yamaha   | 1 |
|    | Kjeld Sedendorf       | Yamaha   | 1 |
|    | Harry Viiala          | Yamaha   | 1 |
|    | Siegfried Güttner     | Yamaha   | 1 |

(Punkte in Klammern inklusive Streichresultate)

## Konstrukteurswertung
| 1 | Yamaha   | 75 (117) |
| 2 | Suzuki   | 67 (82)  |
| 3 | Kawasaki | 39       |

(Die Konstrukteurswertung ist nicht offiziell, es wurde kein Herstellertitel vergeben.)

## Verweise